# Acanthodelta richardi
Acanthodelta richardi là một loài bướm đêm trong họ Noctuidae.